# Energia na Tailândia
A Energia na Tailândia refere-se à produção, consumo, importação e exportação de energia e eletricidade na Tailândia. De acordo com o Ministério da Energia, o consumo de energia primária do país era de 75,2 Mtep (milhões de toneladas equivalentes de petróleo) em 2013, um aumento de 2,6% sobre o ano anterior. De acordo com a British Petroleum, o consumo de energia foi de 115,6 milhões de tep em 2013.
A Tailândia produz aproximadamente um terço do petróleo que consome. É o segundo maior importador de petróleo no sudeste da Ásia. O país é um grande produtor de gás natural, com reservas de pelo menos 10 trilhões de pés cúbicos. Depois da Indonésia, é o maior produtor de carvão no sudeste da Ásia, mas deve importar carvão adicional para atender à demanda doméstica.

## Eletricidade
Cerca de 90% da capacidade de geração elétrica tailandesa é convencional térmica. Usinas a óleo foram substituídas por gás natural, que a partir de 2016 terá potência de 60% da geração elétrica. Usinas a carvão produzem mais 20% da energia consumida no país, com o restante vindo a partir de biomassa, hídrica e biogás.
| Óleo | Gás natural | Carvão | Nuclear | Água | Renováveis | Total |
| ---- | ----------- | ------ | ------- | ---- | ---------- | ----- |
| 50.4 | 47.0        | 16.0   | 0       | 1.3  | 1.0        | 115.6 |

Especialistas em energia do trabalho do World Wildlife Fund tem calculado que a Tailândia e outros quatro países vizinhos poderiam alcançar 100% de energia renovável na geração de eletricidade até 2050. O estudo mostrou que esses países podem produzir e utilizar energia eléctrica a partir da energia solar, energia eólica, biogás e pequenas usinas hidrelétricas a fio d'água.
As temperaturas mais altas aumentam a demanda de eletricidade. Estima-se que cidades como Bangkok e Chiang Mai podem exigir tanto quanto 2 gigawatts de eletricidade adicional para cada aumento de 1 grau Celsius na temperatura devido ao aumento da demanda por ar condicionado.
A Tailândia não tem usinas nucleares. Planeja-se produzir cinco gigawatts de eletricidade por volta de 2025 usando a tecnologia nuclear, mas os planos foram abandonados pelo governo devido ao desastre de Fukushima, no Japão.